# Андрей Смоляков
Андрей Игоревич Смоляков (роден на 24 ноември 1958 г., Подолск, Московска област, РСФСР, СССР) е съветски и руски театрален и филмов актьор; Народен артист на Русия (2004), лауреат на Държавната награда на Руската федерация в областта на театралното изкуство (2003).

## Биография
Роден на 24 ноември 1958 г. в Подолск. Баща му е заводски механик, майката е учителка по физика и математика. През ученическите си години той играе волейбол и дори играе за националния отбор на Московска област..
През 1975 г. постъпва в Театралното училище. Б. Шукин към курса на Алла Александровна Казанская. Две години по-късно Константин Райкин, по това време художник на „Съвременник“ и асистент на Олег Табаков в неговото театрално студио, кани Смоляков да изиграе ролята на Маугли в неговата пиеса „Сбогом, Маугли“! След като научи, че ученик в училището на Шчукин репетира „при съмнителния Табаков“, ректорът на училището Г. Л. Пелисов забрани на младия актьор да участва в пиесата. След третата година Андрей Смоляков се прехвърля в Държавния институт за театрално изкуство на името на А. В. Луначарски (ГИТИС), желаещи да учат в курса на Олег Табаков, който току-що преподаваше в GITIS. Така през 1978 г. Смоляков става ученик в ателието на Олег Табаков.
През същата 1978 г. той участва в първия си филм – Dawns Kissing, режисиран от Сергей Никоненко.
След като завършва Российский институт театрального искусства – ГИТИС през 1980 г., Смоляков се надява да влезе в трупата на театър „Табакерка“ на Олег Табаков, но театърът е затворен по решение на първия секретар на Московския градски комитет на КПСС В. В. Гришин. Във връзка с това през 1980 – 1982 г. той работи в Московския драматичен театър на името на Николай Гогол, играейки малки уводни творби и роли в детски представления, които вървят сутрин.
През 1982 – 1986 г. е член на трупата на Театъра на миниатюрите под ръководството на Аркадий Райкин в Москва, снима се във филми и работи като преподавател в новия курс на Олег Табаков.
Той режисира пиесата „Потомъкът“, но според самия актьор никога повече в живота си няма да направи това:
| „ | …Защото ме е страх. Това е нормален, здравословен страх за мен, поради факта, че съм амбициозен и горд човек. Режисьорът е човек, който взема огромна тълпа от хора и ги кани на много трудно пътуване. И ме е страх, че по пътя, без да стигна до края, ще загубя интереса на тези хора към себе си. Това са моите страхове. Такава фобия. Андрей Смоляков, 4 юли 2006 г. | “ |

Първоначално участва в ролите на положителни герои („За теб“ (1981), „Майстор на витражи“ (1985), „Държавна граница. Година четиридесет и първа“ (1986), „Иван Бабушкин“ (1985)), с възрастта той премина към серийни негодници („Рожденият ден на буржоата“ (1999 – 2001), „Изгубеното слънце“ (2004), „Тула Токарев“ (2010), „Две съдби“ (2004 – 2005)). Известен с ролята на следователя Иван Черкасов в поредица от сериали детективски телевизионни игрални филми: „Mosgaz“ (2012), „Палач“ (2014), „Паяк“ (2015), „Чакал“ (2016), „Операция „Сатана“ (2018), „Формула мести“ (2019), „Катран“ (2020) и „Западня“ (2021).
На 17 септември 2016 г. на сцената на Държавния театър на нациите се състои премиерата на пиесата „Портокал с часовников механизъм“ на режисьора Филип Григорян по едноименния роман на Антъни Бърджес, в която играе Андрей Смоляков. главната роля на писателя.
През август 2018 г. той участва в промоционален видеоклип за Channel One, наречен „Нов първокласен сезон“.